# Kjenn
Kjenn är centralorten i Lørenskogs kommun i Akershus fylke i sydöstra Norge. Orten, som utgör en del av tätorten Oslo, ligger vid riksväg 159, nära Europaväg 6 och riksväg 163.